# Guerra de Hispania (416-418)
La guerra de Hispania entre los años 416 y 418 fue un conflicto bélico que enfrentó al Imperio romano de Occidente con los vándalos silingos y los alanos asentados en las provincias hispanas de Bética, Lusitania y Cartaginense. El Imperio no luchó con sus propias tropas sino que utilizó a los visigodos y a los vándalos asdingos quienes combatieron en su nombre como foederati.

## Antecedentes

### La pérdida de las provincias hispanas
El 31 de diciembre del año 406 una coalición de pueblos bárbaros (alanos, vándalos asdingos, vándalos silingos y suevos) rompieron las defensas fronterizas romanas en el Rin e invadieron la Galia. Tras dos años y medio de saqueos, decidieron cruzar los Pirineos en el otoño de 409 y entraron en la diócesis de Hispania.
Durante dos años, los invasores extendieron la destrucción por el resto de las provincias hispanas en la península hasta que, en 411, decidieron repartírselas entre ellos. Los alanos eran el grupo más importante y se quedaron con dos: Lusitania y Cartaginense. A los vándalos silingos, por su parte, les correspondió la Bética mientras que los vándalos asdingos y los suevos se tuvieron que repartir la provincia más pequeña de todas: la Gallaecia.
Tras el reparto, tanto vándalos como alanos intentaron llegar a un acuerdo con el gobierno imperial que legitimase, de algún modo, su asentamiento. Con este objetivo enviaron embajadores a Rávena y solicitaron ser reconocidos como foederati para lo que ofrecieron rehenes y luchar como aliados del Imperio. Solo los vándalos asdingos, los más débiles, tuvieron éxito en ello mientras que los vándalos silingos y los alanos vieron rechazadas sus propuestas.

### La guerra gótica y las usurpaciones
Cuando la coalición invasora saqueó Hispania, el gobierno de Honorio no pudo hacer nada para evitarlo ya que solo controlaba la prefectura de Italia y parte del ejército imperial. Además, estaba inmerso en una guerra contra los visigodos y en su propia defensa frente a las usurpaciones de Constantino de Britania, Jovino y Heracliano. Solo tras acabar con ellas pudo reunir a lo que quedaba de tropas en el verano de 413 y concentrar su esfuerzo en acabar con los invasores. Con todo, su capacidad seguía siendo limitada ya que las luchas desde 406 habían reducido los efectivos comitatenses a la mitad.
El primer objetivo fueron los visigodos que, para entonces, controlaban el sureste de la Galia. Flavio Constancio, el general al mando, evitó el enfrentamiento directo y confió en que la falta de suministros los doblegaría. Tuvo éxito en su estrategia porque, con los puertos bloqueados y el interior devastado, Walia se avino a negociar un acuerdo de paz. En él, los visigodos obtuvieron lo que llevaban buscando desde su entrada en Italia varios años antes: un asentamiento legal dentro de las fronteras del Imperio, en el valle del río Garona. A cambio, debían luchar en nombre de Roma contra los invasores que ocupaban Hispania.

## Desarrollo

Campañas entre 416 y 418 de los visigodos y vándalos asdingos para recuperar, en nombre del Imperio romano, las provincias de Bética, Lusitania y Cartaginense.

### Reconquista de la Cartaginense
Los alanos habían recibido dos provincias y se estima que estaban divididos en dos grupos diferentes: el que se asentó en la Cartaginense siguiendo a Respendial y los que lo hicieron en Lusitania bajo el mando de Ataces. Parece ser que la reconquista de la provincia Cartaginense no fue obra de los  visigodos sino de los vándalos asdingos. Estos, al mando de su rey Gunderico, se dirigieron al interior peninsular y consiguieron derrotar a los alanos de Respendial cuyos supervivientes se pusieron a las órdenes de su rey y volvieron con ellos a Gallaecia.

### Reconquista de Bética y Lusitania
Los visigodos partieron de Barcino (Barcelona) a mediados del año 416. Tenían un particular resentimiento contra los vándalos silingos ya que, durante los años anteriores, estos se habían aprovechado de su escasez de suministros para venderles el trigo a precios desorbitados. Se dirigieron a la provincia de Bética aunque no se sabe con certeza por qué medio. Se especula que fue por tierra o bien transportados por mar en barcos de la armada imperial.
Una vez en el sur, comenzaron a hostigar a los silingos y Walia consiguió capturar a su rey Fridibaldo, sin lucha, mediante una estratagema. La batalla entre ambos ejércitos se produjo junto a Calpe occidental (Carteia) donde los visigodos infringieron una severa derrota a los vándalos que sufrieron una gran cantidad de bajas. Los vencedores pasaron el año 417 expulsando de la provincia a los invasores que quedaban quienes huyeron hacia el norte con sus familias para refugiarse dentro del territorio de los asdingos.
El siguiente objetivo fueron los alanos de Ataces. Los visigodos avanzaron hacia el norte y entraron en su territorio. En el 418 se produjo el choque contra el ejército alano y su rey murió durante el combate. Al igual que habían hecho el otro grupo de alanos y los silingos, los supervivientes optaron por no elegir a un nuevo líder y huyeron hacia el territorio asdingo para unirse a ellos.

## Final de la guerra y consecuencias
Tras la derrota de los alanos, Flavio Constancio ordenó a los visigodos detener la campaña ese año 418 y dirigirse a la Galia donde se les concedió un asentamiento en la provincia de Aquitania Segunda y en el valle del río Garona. La guerra no continuó contra los invasores asentados en Gallaecia: el Imperio mantuvo el acuerdo de alianza con los asdingos mientras que los suevos, finalmente, tampoco fueron molestados.
El Imperio consiguió recuperar las provincias perdidas y restablecer su administración en ellas. Para el año 420 ya se tiene constancia de la existencia de un vicario para Hispania llamado Maurocelo. Sin embargo, la paz duraría poco. Los asdingos vieron aumentada considerablemente su fuerza militar de tal manera que, al siguiente año 419, intentaron expandir su territorio a costa de los suevos y provocaron una guerra entre ellos. Tras su fracaso, huyeron hacia el sur, se adueñaron de la Bética y derrotaron a los romanos en el año 422.